# Brian Kelly (giocatore di football americano)
Brian Patrick Kelly (Las Vegas, 14 gennaio 1976) è un ex giocatore di football americano statunitense che ha militato nel ruolo di cornerback per undici stagioni nella National Football League (NFL). Al college ha giocato a football alla University of Southern California.

## Carriera

### Tampa Bay Buccaneers
Jelly fu scelto nel corso del secondo giro (45º assoluto) del Draft NFL 1998 dai Tampa Bay Buccaneers. Nel 2002 contribuì alla vittoria dei Bucs nel Super Bowl XXXVII battendo in finale gli Oakland Raiders. Sempre in quella stagione guidò la NFL con 8 intercetti, insieme a Rod Woodson. Brian rimase a Tampa Bay fino alla stagione 2007, dopo la quale esercitò un'opzione nel suo contratto che lo rese un free agent.

### Detroit Lions
L'8 marzo 2008, Kelly firmò un contratto triennale con i Detroit Lions. Disputò undici gare con i Lions nel 2008 (tutte come titolare), facendo registrare 26 tackle e un passaggio deviato. La squadra lo svincolò il 9 dicembre dopo la firma del Dexter Wynn.

## Palmarès

### Franchigia
- Super Bowl : 1

Tampa Bay Buccaneers: XXXVII
- National Football Conference Championship: 1

Tampa Bay Buccaneers: 2002

### Individuale
- Leader della NFL in intercetti: 1

2002

## Vita privata
È il padre di Kyu Kelly, cornerback dei Seattle Seahawks della NFL.